# Lygodactylus blanci
Lygodactylus blanci este o specie de șopârle din genul Lygodactylus, familia Gekkonidae, descrisă de Pasteur 1967. A fost clasificată de IUCN ca specie vulnerabilă. Conform Catalogue of Life specia Lygodactylus blanci nu are subspecii cunoscute.